# Sedimentologia
La sedimentologia è una branca della geologia che studia i processi di sedimentazione e le rocce sedimentarie. In particolare studia, delle rocce sedimentarie, tutte le caratteristiche di composizione chimica e  mineralogica dei vari costituenti, di struttura, di spessore, di contenuto in fossili, per giungere a definire la provenienza dei materiali sedimentari, l'ambiente in cui è avvenuta la sedimentazione (con le sue caratteristiche di temperatura, di chimismo, di profondità), la successione di particolari tipi di sedimenti, le correlazioni esistenti fra sedimenti di altre zone, le variazioni di facies, i rapporti fra sedimentazione e movimenti tettonici, le forme di fondo e i regimi di flusso. Tutte queste nozioni permettono infine la ricostruzione paleogeografica dei vari bacini sedimentari. Tra i primi studiosi in Italia di questa disciplina si ricorda Gian Alberto Blanc.